# Endasys rotundiceps
Endasys rotundiceps là một loài tò vò trong họ Ichneumonidae.